# Главиницкое викариатство
Главиницкое викариатство — титулярное викариатство Болгарской православной церкви.
Главиница была идентифицирована со многими поселениями. В начале XXI века считается, что он был на месте города Балши, где была обнаружена надпись, известившая о крещении болгар.
В 1910 году титул «Главиницкий» был дан епископу Варнаве (Росичу), викарию Дебарско-Велешского митрополита. Главиницкая — титулярная епископия Болгарской православной церкви с 21 сентября 1932 года.

## Епископы
титулярная кафедра Константинопольского патриархата
- Варнава (Росич) (10 апреля 1910 — 17 ноября 1920)

титулярная кафедра Болгарской православной церкви
- Климент (Болгаров) (21 сентября 1932 — 8 сентября 1942)
- Стефан (Стайков) (2 апреля 1950 — 21 января 1962)
- Стефан (Йовков) (4 апреля 1965 — 19 августа 1970)
- Симеон (Костадинов) (14 января 1973 — 17 апреля 1986)
- Иоанн (Стойков) (30 ноября 2010 — 22 февраля 2019)
- Макарий (Чакыров) (с 26 июня 2022)

титулярная кафедра Альтернативного синода Болгарской православной церкви
- Авенир (Арнаудов) (14 сентября 1992 — 1993)